# Руфий Вивенций Галл
Руфий Вивенций Галл (лат. Rufius Viventius Gallus; V век) — римский политик.
Галл был сыном Флавия Авита Мариниана и его жены Анастасии. Его братом был консул 448 года Флавий Руфий Претекстат Постумиан. В середине V века Галл занимал должность городского префекта Рима. Больше о нём ничего не известно.